# Бийи (Алье)
Бийи́ (фр. Billy) — коммуна во Франции, находится в регионе Овернь. Департамент коммуны — Алье. Входит в состав кантона Варен-сюр-Алье. Округ коммуны — Виши.
Код INSEE коммуны — 03029.

## Население
Население коммуны на 2008 год составляло 840 человек.
| 1962 | 1968 | 1975 | 1982 | 1990 | 1999 | 2008 |
| ---- | ---- | ---- | ---- | ---- | ---- | ---- |
| 820  | 1084 | 912  | 921  | 1007 | 929  | 840  |

## Экономика
В 2007 году среди 566 человек в трудоспособном возрасте (15—64 лет) 409 были экономически активными, 157 — неактивными (показатель активности — 72,3 %, в 1999 году было 68,3 %). Из 409 активных работали 371 человек (199 мужчин и 172 женщины), безработных было 38 (14 мужчин и 24 женщины). Среди 157 неактивных 40 человек были учениками или студентами, 72 — пенсионерами, 45 были неактивными по другим причинам.

## Достопримечательности
- Замок Бийи — средневековый замок
- Церковь Бийи (склеп XI и XII веков)

## Фотогалерея
- Бийи
- Бийи
- Вида замка Бийи
- Замок